# Shane Mosley
Shane Andre Mosley (Lynwood, 7 de setembro de 1971) é um boxeador norte-americano. Mosley tem segurado títulos em três diferentes divisões. Mosley tem um cartel de 47 vitórias (39 por nocaute), 8 derrotas, 1 empate e 1 luta sem resultado.
Shane Mosley é conhecido por vencer duas vezes Oscar De La Hoya, um dos melhores pugilistas da história.
Mosley anunciou sua aposentadoria em 2012, depois de quatro lutas sem vitória e inúmeras lesões. Mesmo assim, o lutador de 41 anos voltou ao ringue dia 18 de maio de 2013 em Cancún, no México, para enfrentar o anfitrião Pablo César Cano. O americano retornou com estilo e venceu o combate, depois de 12 rounds, por decisão unânime dos juízes com a contagem de 115-113.